# Кожухарь, Андрей Юрьевич
Андре́й Ю́рьевич Кожуха́рь (укр. Андрій Юрійович Кожухар; род. 20 июля 1999, Кишинёв, Молдова) — украинский и молдавский футболист, вратарь клуба «Верес» и сборной Молдовы.

## Клубная карьера
Воспитанник СДЮШОР одесского «Черноморца», в составе которой играл в ДЮФЛУ с 2012 по 2015 год. В дальнейшем вошел в структуру клуба, где играл сначала в юношеском чемпионате до 19 лет, а затем и в молодёжном первенстве Украины.
10 ноября 2018 года дебютировал за первую команду «моряков» в выездном матче Премьер-лиги против «Десны» (0:2). В общей сложности за одесскую команду провёл 23 игры (8 в рамках УПЛ). 12 января 2020 года перешёл в латышскую «Валмиеру», выступавшую в элитном дивизионе Латвии. За новую команду провёл всего три матча (6 пропущенных мячей). Вместе с командой завоевал бронзовые награды чемпионата.
22 июля 2021 года подписал контракт со словацким «Земплином», клубом который выступал в словацкой футбольной Суперлиге. За два сезона провёл за новую команду 25 матчей во всех турнирах, в которых пропустил 37 голов.
1 июля 2023 года стал игроком львовских «Карпат», с которым занял второе место в Первой лиге сезона 2023/24 и вместе с командой получил право в следующем году выступать в украинской Премьер-лиге.
19 июля 2024 года после досрочного расторжения контракта с «Карпатами» подписал трёхлетний контракт с ровенским «Вересом».

## Карьера в сборной
Выступал за юношеские сборные Украины разных возрастных категорий, с командой до 19 лет был участником турнира памяти Валерия Лобановского 2018 года, где сыграл в одном матче и занял с командой последнее 4-е место.
16 ноября 2018 года дебютировал за молодёжную сборную Украины в товарищеской игре против сверстников из Грузии (3:3).